# Nicèfor Comnè (germà d'Aleix I)
|  | No s'ha de confondre amb Nicèfor Comnè. |

Nicèfor Comnè, en grec medieval Νικηφόρος Κομνηνός, nascut cap al 1062 i mort després del 1136, va ser un aristòcrata i militar d'alta graduació de l'Imperi Romà d'Orient. Era el germà més jove de l'emperador Aleix I Comnè. Va ser nomenat segon comandant de la marina romana d'Orient, però se sap poc de la seva vida.

## Biografia
Va ser el cinquè i últim fill de Joan Comnè i Anna Dalassena, i germà petit de l'emperador Aleix I Comnè, que va regnar del 1081 al 1118. Segons Nicèfor Brienni el Jove, quan Aleix i els seus germans grans van incorporar-se a l'exèrcit, Nicèfor i el seu germà Adrià Comnè, van quedar-se amb la seva mare, que es va assegurar que rebessin una educació enciclopèdica completa.
Quan Aleix I va pujar al tron, va situar els seus germans al seu voltant, donant-los alts càrrecs sovint de nova creació. Així Nicèfor va ser nomenat sebast, un títol honorífic que traduïa el títol llatí d'August, i li va donar el càrrec de Megas Drungarios de la flota (μέγας δρουγγάριος τοῦ στόλου). El càrrec de Drungari significava que era el segon comandant de la marina de l'imperi, després del Megaduc, però Nicèfor sembla que no va exercir mai un comandament actiu. De fet, tot indica que la flota estava dirigida per Eustaci Ciminià després del 1087, promogut a Mega drungari de la flota en algun moment entre els anys 1101 i 1102. O bé Nicèfor havia perdut el seu càrrec, o existien diversos Megas Drungarios a la vegada, i el càrrec de Nicèfor era merament honorífic.
La seva vida és quasi completament desconeguda, i se l'anomena "el membre menys conegut de la família dels Comnens". L'Alexíada el menciona només una vegada, i no se sap que hagués fet res d'important durant el regnat d'Aleix I ni durant el del fill i successor d'Aleix Joan II Comnè (emperador del 1118 al 1143), tret d'una referència a un megas drungarios Nicèfor com un dels testimonis del típicon del Monestir del Pantocràtor, escrit el 1136. No se sap a què és degut aquest silenci excepcional de les fonts d'informació. Podria haver caigut en desgràcia en algun moment.
Es va casar amb una dama de la que es desconeix el nom i la família. Va tenir almenys una filla, i un fill, Aleix, que va ser sebast, però del que es desconeix també la seva vida.